# Eochelidium nonrostrum
Eochelidium nonrostrum is een vlokreeftensoort uit de familie van de Oedicerotidae. De wetenschappelijke naam van de soort is voor het eerst geldig gepubliceerd in 1992 door Hirayama.